# Tonnage
Tonnage är en term inom sjöfarten som används för att ange ett fartygs storlek och lastförmåga.
Det finns flera sätt att ange tonnage och metoderna kan beskriva såväl volymer som vikter. Det används även som benämning för fartygsbeståndet inom ett rederi, en flotta eller ett land. Tonnage utgör grunden för olika avgifter och regler inom sjöfarten. Vid angivande av ett fartygs storlek används i allmänhet dräktighet eller dödvikt för handelsfartyg och deplacement för örlogsfartyg.

## Olika former av tonnageangivelser

### Deplacement
Deplacement anger massan av det av fartyget undanträngda vattnet, vilket enligt Arkimedes princip motsvarar fartygets vikt. Anledningen till att denna definition används är att deplacementet är enklare att mäta än fartygets vikt. Enheten är numera alltid metriska ton (1 000 kg).

### Dräktighet
Brutto- och nettodräktighet är två jämförelsetal utan enhet som baserar sig på fartygets volym inklusive respektive exklusive volymer som inte utgör lastutrymme. Bruttodräktigheten baseras på fartygets totala inneslutna volym. Nettodräktigheten baseras på lastutrymmenas volym, i beräkningen tas även hänsyn till passagerarkapaciteten.
Innan övergången till nuvarande mätmetod åren 1982–1994 angavs dräktighet i volymenheten registerton.

### Dödvikt
Dödvikt är ett mått på fartygets maximala lastförmåga och är den totala vikten av last, bränsle, förråd, besättning och passagerare som ett fartyg förmår bära när det lastats ned till lägsta tillåtna fribord, vilket markeras av plimsollmärket. Enheten är numera alltid metriska ton (1 000 kg).

### TEU
För containerfartyg är det ofta intressantare att veta hur många containrar som kan lastas. Eftersom längden på fartygscontainrar ofta varierar medan bredd och höjd är densamma används måttenheten Twenty Foot Equivalent Unit, TEU, (svenska: tjugofotsekvivalenter) vilket motsvarar en container med längden 20 fot. Ett fartyg som rymmer 100 st 40-fot-containrar lastar alltså 200 TEU. En TEU är ungefär 39 m³.